# Veľká Lúka
Veľká Lúka es un municipio del distrito de Zvolen en la región de Banská Bystrica, Eslovaquia, con una población estimada a final del año 2024 de 868 habitantes.
Se encuentra ubicado en el centro-oeste de la región, en los montes Centrales Eslovacos y la cuenca hidrográfica del río Hron —un afluente izquierdo del Danubio— y cerca de la frontera con la región de Nitra.

## Demografía
| Año        | 1994 | 2004 | 2014     | 2024     |
| ---------- | ---- | ---- | -------- | -------- |
| Población  | 0    | 429  | 587      | 868      |
| Diferencia |      | –    | +36,82 % | +47,87 % |

| Año        | 2023 | 2024    |
| ---------- | ---- | ------- |
| Población  | 878  | 868     |
| Diferencia |      | −1,13 % |